# Open Prévadiès Saint-Brieuc 2012
L'Open Prévadiès Saint-Brieuc 2012 è stato un torneo professionistico di tennis maschile giocato sulla terra rossa. È stata la 9ª edizione del torneo che fa parte dell'ATP Challenger Tour nell'ambito dell'ATP Challenger Tour 2012. Si è giocato a Saint-Brieuc in Francia dal 2 all'8 aprile 2012.

## Partecipanti

### Teste di serie
| Nazionalità | Giocatore            | Ranking* | Testa di serie |
| ----------- | -------------------- | -------- | -------------- |
| Spagna      | Daniel Gimeno Traver | 105      | 1              |
| Francia     | Stéphane Robert      | 136      | 2              |
| Francia     | Marc Gicquel         | 151      | 3              |
| Francia     | Maxime Teixeira      | 157      | 4              |
| Francia     | Kenny de Schepper    | 160      | 5              |
| Francia     | Augustin Gensse      | 161      | 6              |
| Germania    | Simon Greul          | 189      | 7              |
| Australia   | James Duckworth      | 193      | 8              |

- Ranking al 19 marzo 2012.

### Altri partecipanti
Giocatori che hanno ricevuto una wild card:
- Charles-Antoine Brézac
- Josselin Ouanna
- Olivier Patience
- Laurent Rochette

Giocatori passati dalle qualificazioni:
- Tomasz Bednarek
- Jose Checa-Calvo
- Victor Crivoi
- Nicolas Renavand

## Campioni

### Singolare
Grégoire Burquier ha battuto in finale  Augustin Gensse con il punteggio di 7–5, 6(5)–7, 7–6(3)

### Doppio
Laurynas Grigelis /  Rameez Junaid hanno battuto in finale  Stéphane Robert /  Laurent Rochette con il punteggio di 1–6, 6–2, [10–6]